# Canal de Foxe
El canal de Foxe és un braç de mar de la regió de Qikiqtaaluk, Nunavut, Canadà. Separa la conca de Foxe, al nord, de la badia de Hudson i l'estret de Hudson, al sud. A l'oest i al sud-oest hi ha l'illa Southampton, a l'est l'illa de Baffin i al nord-oest la península de Melville.
El canal pren el seu nom de l'explorador anglès Luke Foxe, el qual hi va arribar el 1631.